# Correlophus
Correlophus – rodzaj jaszczurek z rodziny Diplodactylidae.

## Zasięg występowania
Rodzaj obejmuje nocne gatunki występujące na Nowej Kaledonii. 

## Systematyka
Rodzaj zdefiniował w 1866 roku francuski herpetolog i ichtiolog Alphone Guichenot w artykule poświęconym nowemu rodzajowi gekonów ze zbiorów Muzeum Historii Naturalnej w Paryżu opublikowanym na łamach Mémoires de la Société Scientifique Naturelle de Chérbourg. Gatunkiem typowym jest gekon orzęsiony (C. ciliatus). 

### Etymologia
Correlophus: gr. κορρα korra ‘czoło, skroń’; λοφος lophos ‘grzebień’.

### Podział systematyczny
Do rodzaju należą następujące gatunki: 
- Correlophus belepensis Bauer, Whitaker, Sadlier & Jackman, 2012
- Correlophus ciliatus Guichenot, 1866 – gekon orzęsiony[6]
- Correlophus sarasinorum (Roux, 1913)